# 岩佐賢人
岩佐 賢人（いわさ けんと、1997年1月14日 - ）は、ジャパンラグビーリーグワンクボタスピアーズ船橋・東京ベイに所属するラグビー選手。

## プロフィール
- 福岡県出身[1]。
- ポジションはウィング(WTB)。
- 身長 176 cm、体重 86 kg
- ニックネームはわさ。

## 来歴
2015年、東福岡高校卒業後、近畿大学に入る。なお東福岡高校時代、高校日本代表に選ばれたことがある。
2019年、近畿大学卒業後、クボタスピアーズ(現・クボタスピアーズ船橋・東京ベイ)に加入。
2020年1月12日にジャパンラグビートップリーグ第1節パナソニック ワイルドナイツ戦に先発出場で公式戦初出場を果たす。